# Adam Møller (politiker)
 Der er flere personer med dette navn, se Adam Møller.
Adam Jean Christensen Møller (12. juli 1909 i København – 30. maj 1986) var en dansk officer, modstandsmand og politiker, gift med Gerda Møller og far til Eva og Helge Adam Møller.

## Baggrund og militær karriere
Han var søn af kontorbestyrer Jean P. Møller og hustru Anna født Christensen, tog realeksamen på Vanløse Skole 1926, blev uddannet og ansat i A/S Vølund 1926-35 og fik handelseksamen 1929. Han var sekretær i Industrirådet 1942-46.
Adam Møller skiftede til en militær karriere, hvor han blev sekondløjtnant fra Hærens Officersskole 1937. Under Besættelsen blev Møller efter angrebet på den danske hær i 1943 chef for 1. bataljon, afsnit 6 (militærgruppe) i modstandsbevægelsen i København og var også tilknyttet Frit Danmarks tjenestemandsgrupper.
Efter krigen blev Møller ritmester 1946, eskadronchef ved Gardehusarregimentet og var på taktiske og tekniske militære kurser i ind- og udland. Han blev næstkommanderende på pansertroppernes befalingsmandsskoler 1952, akkrediteret repræsentant i Military Agency for Standardization under NATO i London 1952-55, oberstløjtnant og bataljonschef ved Jydske Dragonregiment 1957-61, stabschef ved Gardehusarregimentet 1961-63, chef for Panserskolen 1963-66, oberst 1966 og chef for Jydske Dragonregiment 1966-67. Han blev stillet til rådighed for Region VI og kommandanten i København 1967 og stod i nr. i reserven og til rådighed for Østre Landsdelskommando 1971-74.
Adam Møller var medlem af bestyrelsen for Reserveofficersforeningen i Danmark 1938-48, i tiden 1949-61 formand for officersforeninger i Næstved, København og Holstebro, medlem af hovedbestyrelsen for Fællesorganisationen af Officerer i Hæren 1956-66, næstformand 1962-66 samt formand for "18. April" 1943-44. Han var Ridder af 1. grad af Dannebrog og bar Hæderstegnet for god tjeneste ved Hæren.

## Politisk karriere
Adam Møller var af bestyrelsen for Konservativ Ungdom i København-Frederiksberg 1927-32, formand i 1933 og 1938-41 og samtidig medlem af forretningsudvalget for KU's landsorganisation, formand for konservative vælgerforeninger 1938-42 i 11. kreds, 1955-57 i Næstved, 1958-61 i Holstebro og fra 1972 i 10. kreds.
Han blev midlertidigt medlem af Folketinget for Præstø Amtskreds 1957-58 og blev i 1966 valgt i Ribe Amtskreds. På tinge, hvor han havde sæde indtil 1975, var Adam Møller medlem af Tjenestemandskommissionen af 1965, delegeret til FN 1968 og 1975, formand for Folketingets Narkotikaudvalg 1968-71, medlem af Lønningsrådet 1971 og af Finansudvalget. 
Han blev gift 30. januar 1942 med Gerda Møller.